# ケラケラ (みんなのうた)
「ケラケラ」は、NHKのみんなのうたで2011年2-3月に放送された楽曲。
作詞・作曲・映像：内藤まろ、編曲：ACE

## 概要
一匹のカエルが親元を離れ一人旅をする様子を描いた楽曲であり、作詞、作曲、映像の全てを内藤が手掛けている。
内藤は本曲について、茨城の田んぼにいたオタマジャクシを見て、人間の子供もオタマジャクシのようにたくましく育ってほしいという思いから製作された楽曲であり、「どんなときもカエルたちのようにケラケラと前向きに笑って生きてゆけますように」と願いをこめたと明かしている。その言葉通り曲中ではカエルが道中に敵に襲われたり等様々な困難に遭遇するものの健気に立ち向かう光景が描かれている。
楽曲のメロディはほとんどが「ド」「レ」「ミ」の3つの音で構成されており、元「みんなのうた」プロデューサーの川崎龍彦は内藤が広告業界出身の人間であることから、視聴者側に想像の余地を残すためにあえて盛り込みたくなる要素を減らす引き算の手法を用いていると推測しており徹底した「節約」を本曲のユニークなポイントとして挙げ、メロディを「節約」しているからこそカエルが困難に巻き込まれて広い世界に出た時のストリングス風のサウンドが豊かに聞こえると評している。
またその前向きな内容から受験生をはじめとする層から評判が高く、お笑い芸人の星田英利や大西ライオンも自身のツイッターで高く評価している。その人気から初回放送から2か月後の2011年4-5月にお楽しみ枠で再放送されて以降定期的に再放送されている。
アミューズソフトエンタテインメントから2011年3月9日に本曲のマキシシングルが発売された。また日本コロムビアから2012年5月23日に発売されたCD「NHKみんなのうた ベスト40　こころ歌・つながり歌(COCX-37310-1)」にも収録されている。

## 収録
CD
1. ケラケラ（みんなのうたバージョン）
2. ケラケラ（スプリングバージョン）
3. ケラケラ（みんなのダンスバージョン）
4. ケラケラ（カラオケバージョン）

DVD
1. ケラケラ（みんなのうたバージョン）
2. ケラケラ（カラオケバージョン）

また封入特典として4つの絵柄が楽しめる塗り絵も入っている。